# Brooklyn Nets 2017-2018
La stagione 2017-2018 dei Brooklyn Nets è stata la 51ª stagione della franchigia nella NBA.

## Draft
| Giro | Scelta | Giocatore           | Ruolo | Nazionalità | Università/Squadra |
| ---- | ------ | ------------------- | ----- | ----------- | ------------------ |
| 1    | 22     | Jarrett Allen       | C     | Stati Uniti | Texas              |
| 2    | 57     | Aleksandăr Vezenkov | AG    | Bulgaria    | Barcellona         |

## Roster
| \| Pos. \| Num. \| Naz. \| Nome \| Altezza \| Peso \| Data nascita \| Provenienza \| \| ---- \| ---- \| ------------------------------------------ \| ------------------------ \| ------- \| ------ \| ------------ \| ----------- \| \| A \| 13 \| Stati Uniti (bandiera) \| Acy, Quincy \| 201 cm \| 109 kg \| 06-10-1990 \| Baylor \| \| C \| 31 \| Stati Uniti (bandiera) \| Allen, Jarrett \| 211 cm \| 106 kg \| 21-04-1998 \| Texas \| \| AP \| 9 \| Stati Uniti (bandiera) \| Carroll, DeMarre \| 203 cm \| 98 kg \| 27-07-1986 \| Missouri \| \| G/AP \| 33 \| Stati Uniti (bandiera) \| Crabbe, Allen \| 198 cm \| 98 kg \| 09-04-1992 \| UC Berkeley \| \| A \| 44 \| Stati Uniti (bandiera) \| Cunningham, Dante \| 203 cm \| 104 kg \| 22-04-1987 \| Villanova \| \| P \| 8 \| Stati Uniti (bandiera) \| Dinwiddie, Spencer \| 198 cm \| 91 kg \| 06-04-1993 \| Colorado \| \| G \| 12 \| Stati Uniti (bandiera) \| Harris, Joe \| 198 cm \| 99 kg \| 07-09-1991 \| Virginia \| \| A \| 24 \| Stati Uniti (bandiera) \| Hollis-Jefferson, Rondae \| 201 cm \| 97 kg \| 03-01-1995 \| Arizona \| \| G/AP \| 22 \| Stati Uniti (bandiera) \| LeVert, Caris \| 201 cm \| 92 kg \| 25-08-1994 \| Michigan \| \| P \| 7 \| Stati Uniti (bandiera) · Taiwan (bandiera) \| Lin, Jeremy \| 191 cm \| 91 kg \| 23-08-1988 \| Harvard \| \| C \| 20 \| Russia (bandiera) \| Mozgov, Timofey \| 216 cm \| 125 kg \| 16-07-1986 \| Russia \| \| C \| 4 \| Stati Uniti (bandiera) \| Okafor, Jahlil \| 211 cm \| 118 kg \| 15-12-1995 \| Duke \| \| P \| 1 \| Stati Uniti (bandiera) \| Russell, D'Angelo (C) \| 196 cm \| 88 kg \| 23-02-1996 \| Ohio State \| \| G \| 2 \| Canada (bandiera) \| Stauskas, Nik \| 198 cm \| 93 kg \| 07-10-1993 \| Michigan \| \| A \| 0 \| Stati Uniti (bandiera) \| Webb III, James (TW) \| 206 cm \| 92 kg \| 19-08-1993 \| Boise State \| \| P/G \| 15 \| Stati Uniti (bandiera) \| Whitehead, Isaiah \| 193 cm \| 97 kg \| 08-05-1995 \| Seton Hall \| | Allenatore - Kenny Atkinson Assistente/i - Bret Brielmaier - Chris Fleming - Jacque Vaughn - Travon Bryant - Adam Harrington Legenda - (C) Capitano - (FA) Free agent - (S) Sospeso - (TW) Contratto Two-way - (GL) Assegnato a squadra G League affiliata - Infortunato Roster • Transazioni · Ultima transazione: 25 marzo 2018 |                                            |                          |         |        |              |             |
| Pos. | Num. | Naz.                                       | Nome                     | Altezza | Peso   | Data nascita | Provenienza |
| A | 13 | Stati Uniti (bandiera)                     | Acy, Quincy              | 201 cm  | 109 kg | 06-10-1990   | Baylor      |
| C | 31 | Stati Uniti (bandiera)                     | Allen, Jarrett           | 211 cm  | 106 kg | 21-04-1998   | Texas       |
| AP | 9 | Stati Uniti (bandiera)                     | Carroll, DeMarre         | 203 cm  | 98 kg  | 27-07-1986   | Missouri    |
| G/AP | 33 | Stati Uniti (bandiera)                     | Crabbe, Allen            | 198 cm  | 98 kg  | 09-04-1992   | UC Berkeley |
| A | 44 | Stati Uniti (bandiera)                     | Cunningham, Dante        | 203 cm  | 104 kg | 22-04-1987   | Villanova   |
| P | 8 | Stati Uniti (bandiera)                     | Dinwiddie, Spencer       | 198 cm  | 91 kg  | 06-04-1993   | Colorado    |
| G | 12 | Stati Uniti (bandiera)                     | Harris, Joe              | 198 cm  | 99 kg  | 07-09-1991   | Virginia    |
| A | 24 | Stati Uniti (bandiera)                     | Hollis-Jefferson, Rondae | 201 cm  | 97 kg  | 03-01-1995   | Arizona     |
| G/AP | 22 | Stati Uniti (bandiera)                     | LeVert, Caris            | 201 cm  | 92 kg  | 25-08-1994   | Michigan    |
| P | 7 | Stati Uniti (bandiera) · Taiwan (bandiera) | Lin, Jeremy              | 191 cm  | 91 kg  | 23-08-1988   | Harvard     |
| C | 20 | Russia (bandiera)                          | Mozgov, Timofey          | 216 cm  | 125 kg | 16-07-1986   | Russia      |
| C | 4 | Stati Uniti (bandiera)                     | Okafor, Jahlil           | 211 cm  | 118 kg | 15-12-1995   | Duke        |
| P | 1 | Stati Uniti (bandiera)                     | Russell, D'Angelo (C)    | 196 cm  | 88 kg  | 23-02-1996   | Ohio State  |
| G | 2 | Canada (bandiera)                          | Stauskas, Nik            | 198 cm  | 93 kg  | 07-10-1993   | Michigan    |
| A | 0 | Stati Uniti (bandiera)                     | Webb III, James (TW)     | 206 cm  | 92 kg  | 19-08-1993   | Boise State |
| P/G | 15 | Stati Uniti (bandiera)                     | Whitehead, Isaiah        | 193 cm  | 97 kg  | 08-05-1995   | Seton Hall  |

## Classifiche

### Atlantic Division
| Atlantic Division      | Atlantic Division | Atlantic Division | Atlantic Division | Atlantic Division | Atlantic Division | Atlantic Division | Atlantic Division | Atlantic Division |
| Squadra                | V                 | S                 | V%                | PR                | Casa              | Trasf             | Div               | PG                |
| ---------------------- | ----------------- | ----------------- | ----------------- | ----------------- | ----------------- | ----------------- | ----------------- | ----------------- |
| c – Toronto Raptors    | 59                | 23                | .720              | 0,0               | 34–7              | 25–16             | 12–4              | 82                |
| x – Boston Celtics     | 55                | 27                | .671              | 4,0               | 27–14             | 28–13             | 12–4              | 82                |
| x – Philadelphia 76ers | 52                | 30                | .634              | 7,0               | 30–11             | 22–19             | 9–7               | 82                |
| N.Y. Knicks            | 29                | 53                | .354              | 30,0              | 19–22             | 10–31             | 6–10              | 82                |
| Brooklyn Nets          | 28                | 54                | .341              | 31,0              | 15–26             | 13–28             | 1–15              | 82                |

### Eastern Conference
| Eastern Conference | Eastern Conference        | Eastern Conference | Eastern Conference | Eastern Conference | Eastern Conference | Eastern Conference |
| #                  | Squadra                   | V                  | S                  | V%                 | PR                 | PG                 |
| ------------------ | ------------------------- | ------------------ | ------------------ | ------------------ | ------------------ | ------------------ |
| 1                  | c – Toronto Raptors *     | 59                 | 23                 | .720               | –                  | 82                 |
| 2                  | x – Boston Celtics        | 55                 | 27                 | .671               | 4,0                | 82                 |
| 3                  | x – Philadelphia 76ers    | 52                 | 30                 | .634               | 7,0                | 82                 |
| 4                  | y – Cleveland Cavaliers * | 50                 | 32                 | .610               | 9,0                | 82                 |
| 5                  | x – Indiana Pacers        | 48                 | 34                 | .585               | 11,0               | 82                 |
| 6                  | y – Miami Heat *          | 44                 | 38                 | .537               | 15,0               | 82                 |
| 7                  | x – Milwaukee Bucks       | 44                 | 38                 | .537               | 15,0               | 82                 |
| 8                  | x – Wash. Wizards         | 43                 | 39                 | .524               | 16,0               | 82                 |
|                    |                           |                    |                    |                    |                    |                    |
| 9                  | Detroit Pistons           | 39                 | 43                 | .476               | 20,0               | 82                 |
| 10                 | Charlotte Hornets         | 36                 | 46                 | .439               | 23,0               | 82                 |
| 11                 | N.Y. Knicks               | 29                 | 53                 | .354               | 30,0               | 82                 |
| 12                 | Brooklyn Nets             | 28                 | 54                 | .341               | 31,0               | 82                 |
| 13                 | Chicago Bulls             | 27                 | 55                 | .329               | 32,0               | 82                 |
| 14                 | Orlando Magic             | 25                 | 57                 | .305               | 34,0               | 82                 |
| 15                 | Atlanta Hawks             | 24                 | 58                 | .293               | 35,0               | 82                 |

## Mercato

### Free agency

#### Acquisti
| Giocatore       | Contratto         | Provenienza                        |
| --------------- | ----------------- | ---------------------------------- |
| Yakuba Ouattara | Contratto Two-way | Monaco                             |
| Milton Doyle    | Contratto Two-way | Loyola Ramblers / Long Island Nets |
| Jeremy Senglin  | 4 agosto 2017     | Weber St. Wildcats                 |
| Jacob Wiley     | Contratto Two-way | E. Washington Eagles               |
| James Webb III  | Contratto Two-way | Delaware 87ers                     |

#### Cessioni
| Giocatore       | Motivo     | Nuova squadra                                         |
| --------------- | ---------- | ----------------------------------------------------- |
| Archie Goodwin  | Rilasciato | Portland T. Blazers / Greens. Swarm / N. Arizona Suns |
| Sean Kilpatrick | Rilasciato | Milwaukee Bucks                                       |
| Yakuba Ouattara | Rilasciato | Long Island Nets                                      |

### Scambi
| 20 giugno 2017  | Brooklyn NetsD'Angelo Russell Timofey Mozgov                                     | L.A. LakersBrook Lopez Draft rights per Kyle Kuzma (Scelta n°27 del draft) |
| 13 luglio 2017  | Brooklyn NetsDeMarre Carroll Scelta 1º giro Draft 2018 Scelta 2º giro Draft 2018 | Toronto RaptorsJustin Hamilton                                             |
| 7 dicembre 2017 | Brooklyn NetsJahlil Okafor Nik Stauskas Scelta 2º giro Draft 2019                | Philadelphia 76ersTrevor Booker                                            |
| 5 febbraio 2018 | Brooklyn NetsRashad Vaughn Scelta 2º giro Draft 2018 o 2020                      | Milwaukee BucksTyler Zeller                                                |
| 8 febbraio 2018 | Brooklyn NetsDante Cunningham                                                    | N.O. PelicansRashad Vaughn                                                 |